# Ghost Brigade
I Ghost Brigade sono stati un gruppo finlandese formatosi nel 2005 e sciolto nel 2020

## Formazione
- Manne Ikonen - voce
- Tommi Kiviniemi - chitarra
- Wille Naukkarinen - chitarra
- Veli-Matti Suihkonen - batteria
- Janne Julin - basso
- Aleksi Munter - tastiere

## Discografia

### Studio albums
- 2007 - Guided By Fire
- 2009 - Isolation Songs
- 2011 - Until Fear No Longer Defines Us
- 2014 - IV - One with the Storm

### Demo
- 2006 - Demo

### Raccolte
- 2017 - The Best of Ghost Brigade